# Acanthurus achilles
Acanthurus achilles és una espècie de peix pertanyent a la família dels acantúrids. Pot arribar a fer 24 cm de llargària màxima. Té nou espines i 29-33 radis tous a l'aleta dorsal i tres espines i 26-29 radis tous a l'anal, té la boca petita. És de color marró fosc, gairebé negre. És monògam i, de vegades, produeix híbrids amb Acanthurus nigricans. Es nodreix d'algues. És un peix marí, associat als esculls i de clima tropical (26 °C-28 °C; 28°N-26°S, 143°E-109°W) que viu entre 0-10 m de fondària (normalment, entre 0-4). És bentopelàgic. Es troba al Pacífic occidental (des d'Oceania fins a les illes Hawaii i Pitcairn, incloent-hi les illes Mariannes i Wake) i el Pacífic oriental central (l'extrem meridional de la Baixa Califòrnia -Mèxic- i diverses illes).